# Fort George (Scozia)
Fort George (gaelico scozzese: Dùn Deòrsa o An Gearastan, che letteralmente significa "il presidio / la guarnigione"), è una vasta fortificazione del XVIII secolo  vicino alla cittadina di Ardersier, a nordest di Inverness nell'area amministrativa comunale delle Highland scozzesi. Costruita per pacificare gli altipiani della Scozia dopo l'insurrezione giacobita del 1745, sostituì un altro Fort George a Inverness, costruito dopo la rivolta giacobita del 1715 per mettere la zona sotto controllo armato. La fortezza attuale non è mai stata attaccata ed è rimasta attiva a tutt'oggi come guarnigione.
Fort George è di architettura georgiana, basata su una struttura di fortificazione alla moderna, virtualmente intatta dalle origini e aperta a visitatori con artefatti e ricostruzioni d'epoca che dimostrano i vari usi nei diversi periodi storici; rimane tuttavia una base militare attiva, con rispettiva caserma per i soldati ivi stanziati, appartenenti al Reggimento Reale di Scozia.

## Primo Fort George
Costruito inizialmente nel 1727 a Inverness, Fort George era una grande fortezza che poteva ospitare fino a 400 soldati ed era sita su una collina adiacente al fiume Ness, nel luogo di un castello medievale che era stato ricostruito come cittadella da Oliver Cromwell e poi abbandonato. Il primo comandante del forte originale fu Sir Robert Munro, 6º baronetto, colonnello del 42º Reggimento degli Highlander Reali (Black Watch) e capo del Clan Munro degli Altipiani.
Durante la rivolta del 1745 la fortezza fu catturata dai giacobiti, che la fecero saltare in aria nel 1746 per evitare che gli hannoveriani la usassero come base militare. Nel 1747 il colonnello William Skinner, Ingegnere Reale della Gran Bretagna settentrionale, approntò un contratto per ricostruire la fortezza, ma il Comune di Inverness presentò una richiesta di risarcimento per la perdita di una parte del suo porto e fu quindi trovato un sito alternativo (quello attuale).

## Sito e costruzione
Il sito prescelto fu una lingua di terra ad Ardersier, circa 18 km a nordest della città di Inverness, su un promontorio che si protende nel fiordo Moray Firth e controlla l'approccio marittimo di Inverness stessa. Con il proprio porto, sotto le mura, la fortezza poteva essere fornita di viveri via mare in caso di assedio. I lavori iniziarono nel 1748, con il colonnello Skinner in carica e come architetti appaltatori i fratelli Adam – John, Robert e infine James – che supervisionarono circa 1.000 soldati quale manodopera e difesa del sito contro eventuali attacchi. Entro il 1757 le principali difese erano pronte e Fort George fu definitivamente completato nel 1769. Il budget iniziale era di 92.673 sterline, ma il costo finale superò 200.000 sterline, una considerevole cifra per quell'epoca. Non ci furono comunque altre ribellioni giacobite da contenere e divenne quindi una base militare per i reggimenti delle Highlands, reclutati dai clan.

## Fortificazioni
Nella terminologia militare, le fortificazioni di Fort George costituiscono un esempio di "difesa in profondità" o difesa elastica. Le pareti principali sono rivestite in pietra, sfaccettate in piano e ad angoli con bastioni sporgenti e roccaforti trincerate in modo che ogni facciata è coperta da fuoco di cannoni situati in cima ad altre pareti. Le pareti sono di ampia larghezza e ricoperte da terreno erboso, sopra casematte a volta che formano bunker sotterranei progettati per proteggere l'intera guarnigione dal fuoco d'artiglieria. L'approccio da terra alla fortezza è da una vasta area liberamente spianata con ghiaia, non adatta al posizionamento di cannoni pesanti, in modo da rendere impossibile lo stanziamento di artiglieria nemica in un eventuale assedio, tenuta quindi fuori portata. Sponde erbose in pendenza, progettate per assorbire colpi di artiglieria, nascondono il forte dalla vista. L'ingresso è raggiungibile attraverso un rivellino – struttura difensiva autonoma che incorpora una garitta – ed è completamente esposto al fuoco difensivo del forte principale; segue poi una passerella in legno rialzato, completo di ponte levatoio sopra un ampio fossato posto tra bastioni ben difesi. La fossa forma un terreno completamente esposto a tiro pesante da parte del forte, dalle mura.

## Accesso turistico
La caserma è attualmente in uso e ospita truppe dell'esercito reale britannico, tuttavia buona parte del sito è aperto ai visitatori (con acquisto di biglietto d'ingresso).
Gestita da Historic Scotland, una parte della caserma esibisce varie ricostruzioni dei periodi storici, quando il forte veniva usato per le difese locali del fiordo di Moray, con una mostra di armi e storie militari del XVIII secolo.

### Highlanders' Museum
L'edificio originariamente adibito a casa del Governatore ospita il Museo degli Highlanders, museo ufficiale del Reggimento Highlanders della Regina. Le esposizioni includono uniformi, armi, medaglie, targhe commemorative delle due guerre mondiali, fotografie, dipinti, cimeli e le insegne del reggimento. Ci sono inoltre mostre che includono la storia dei reggimenti, i loro legami con i clan scozzesi e le imprese dei vari reggimenti nei diversi conflitti.
La Cappella del reggimento è aperta anche ai visitatori e presenta vari stendardi e bandiere memoriali.

## Citazioni letterarie
A Fort George sono ambientate alcune vicende del romanzo storico "Il ballo delle tentazioni" della apprezzata scrittrice americana, Caroline Linden, autrice di novelle romantiche, calate nella storia moderna e contemporanea.

## Galleria d'immagini

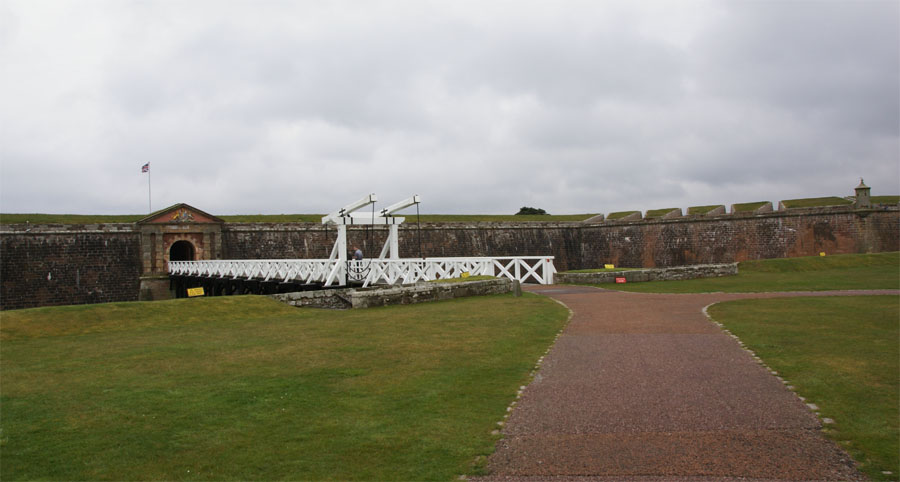
Ingresso principale del forte
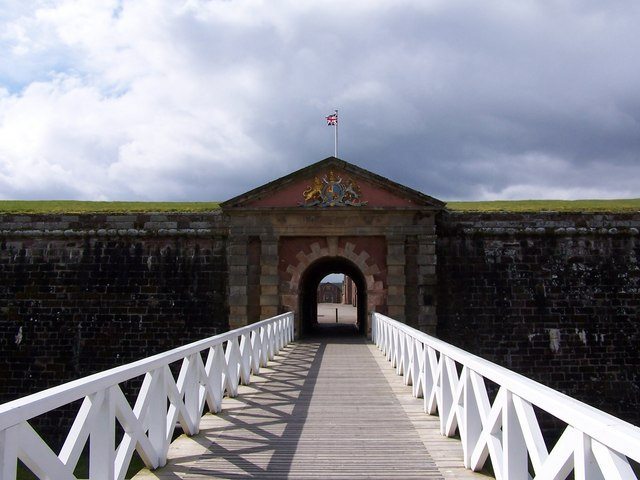
Entrata dal ponte levatoio
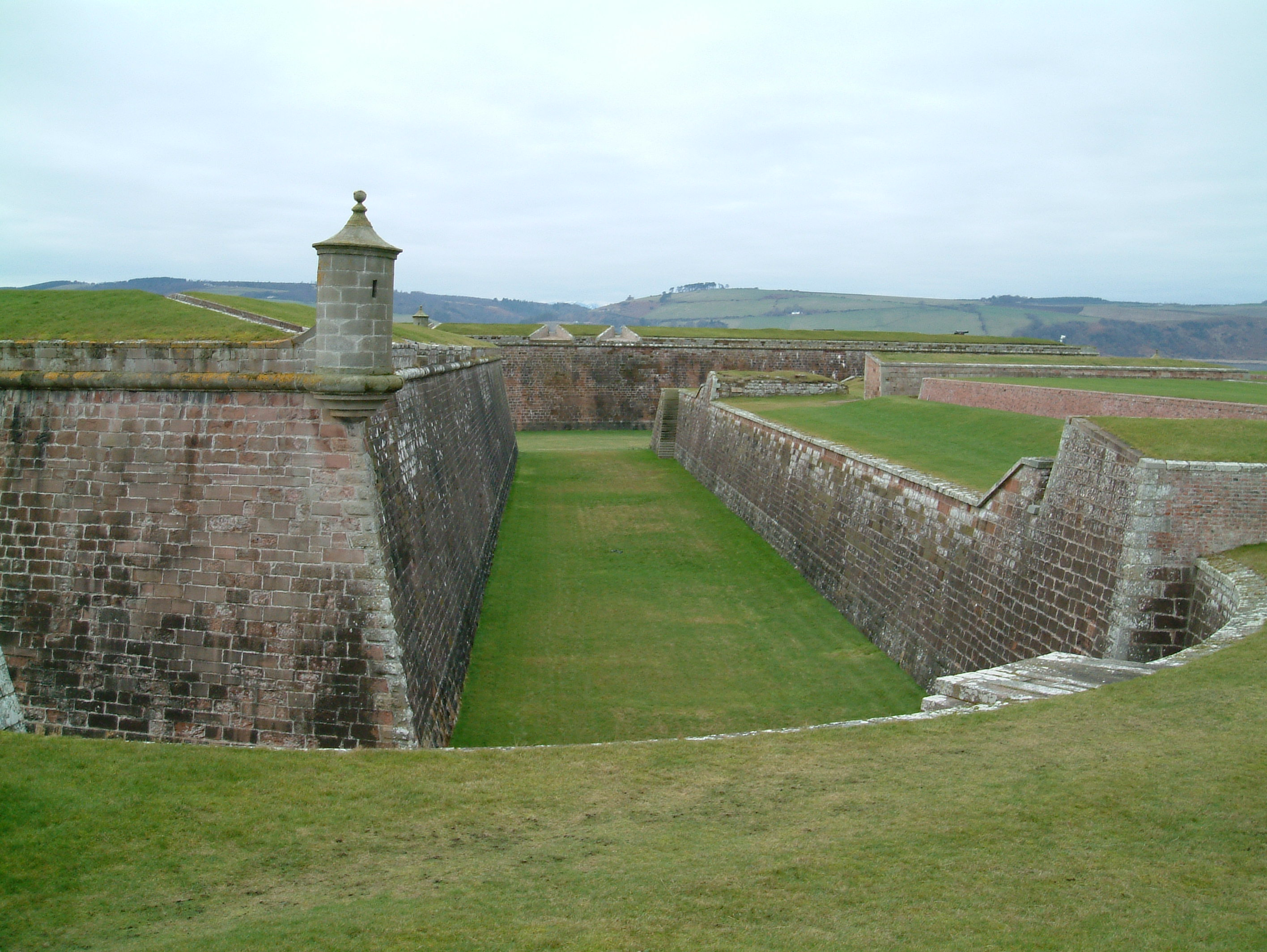
Esterni della fortezza, con le difese in profondità
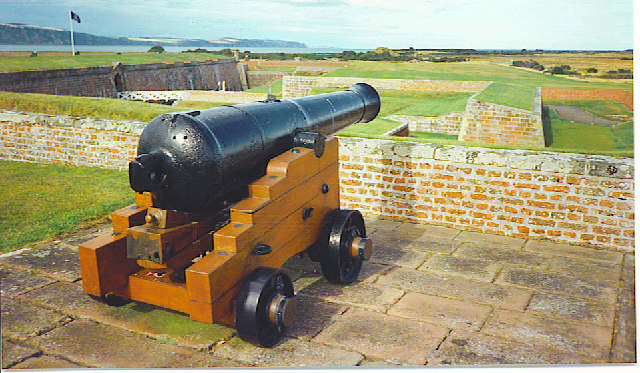
Veduta dei banchi difensivi e dei rivellini
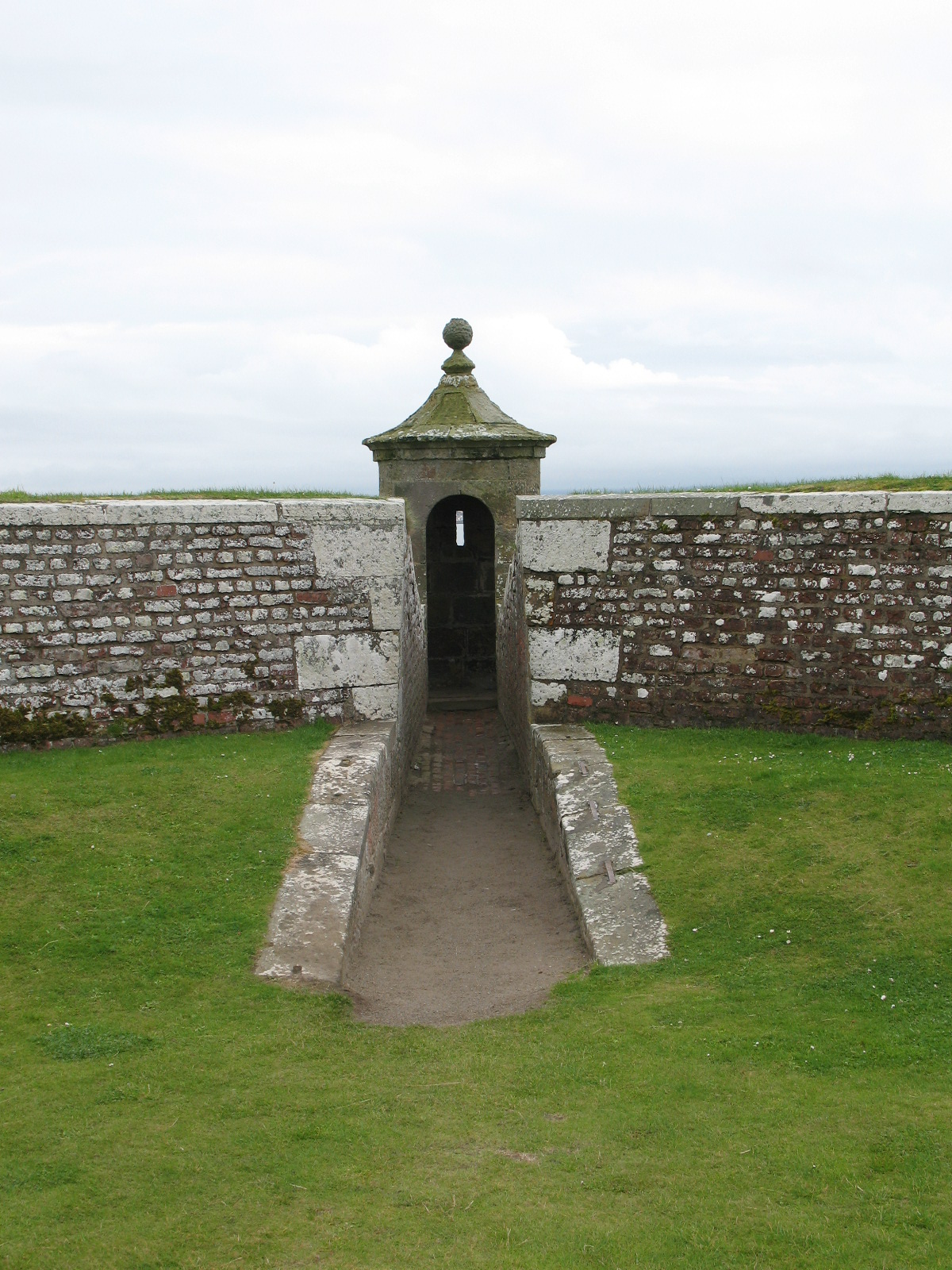
Torre della sentinella
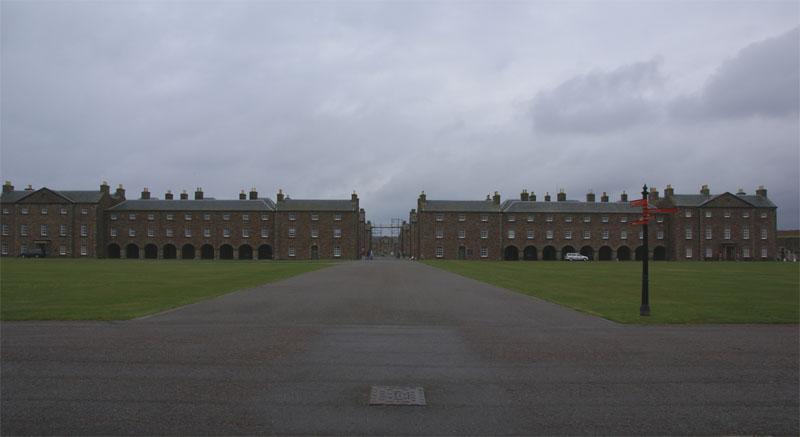
Piazza d'armi centrale
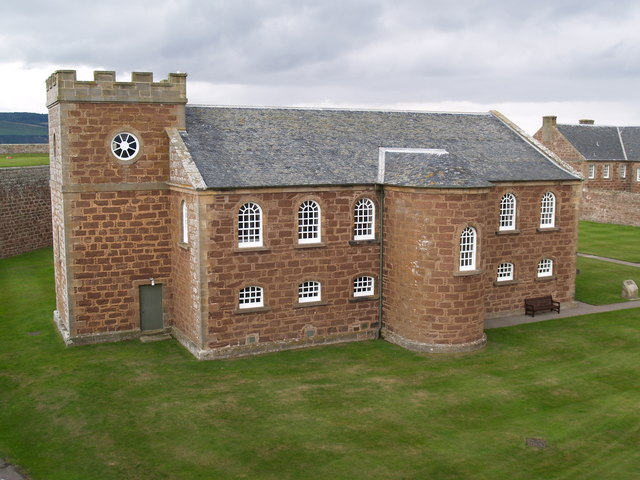
La cappella
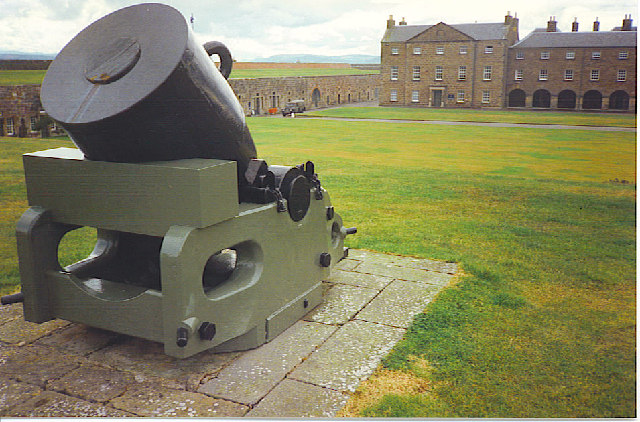
Mortaio vicino alla caserma
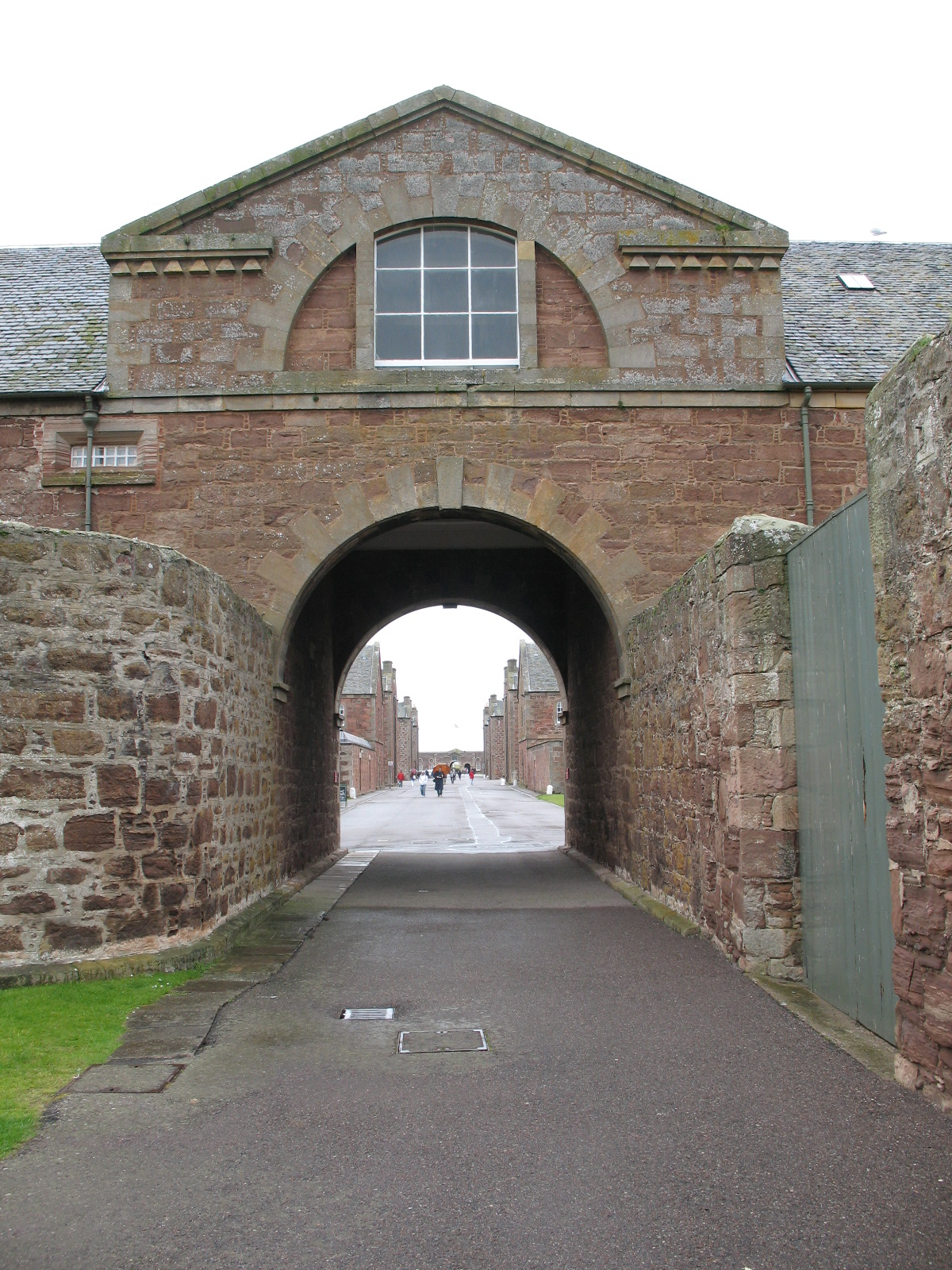
Entrata principale verso la parte interna del forte
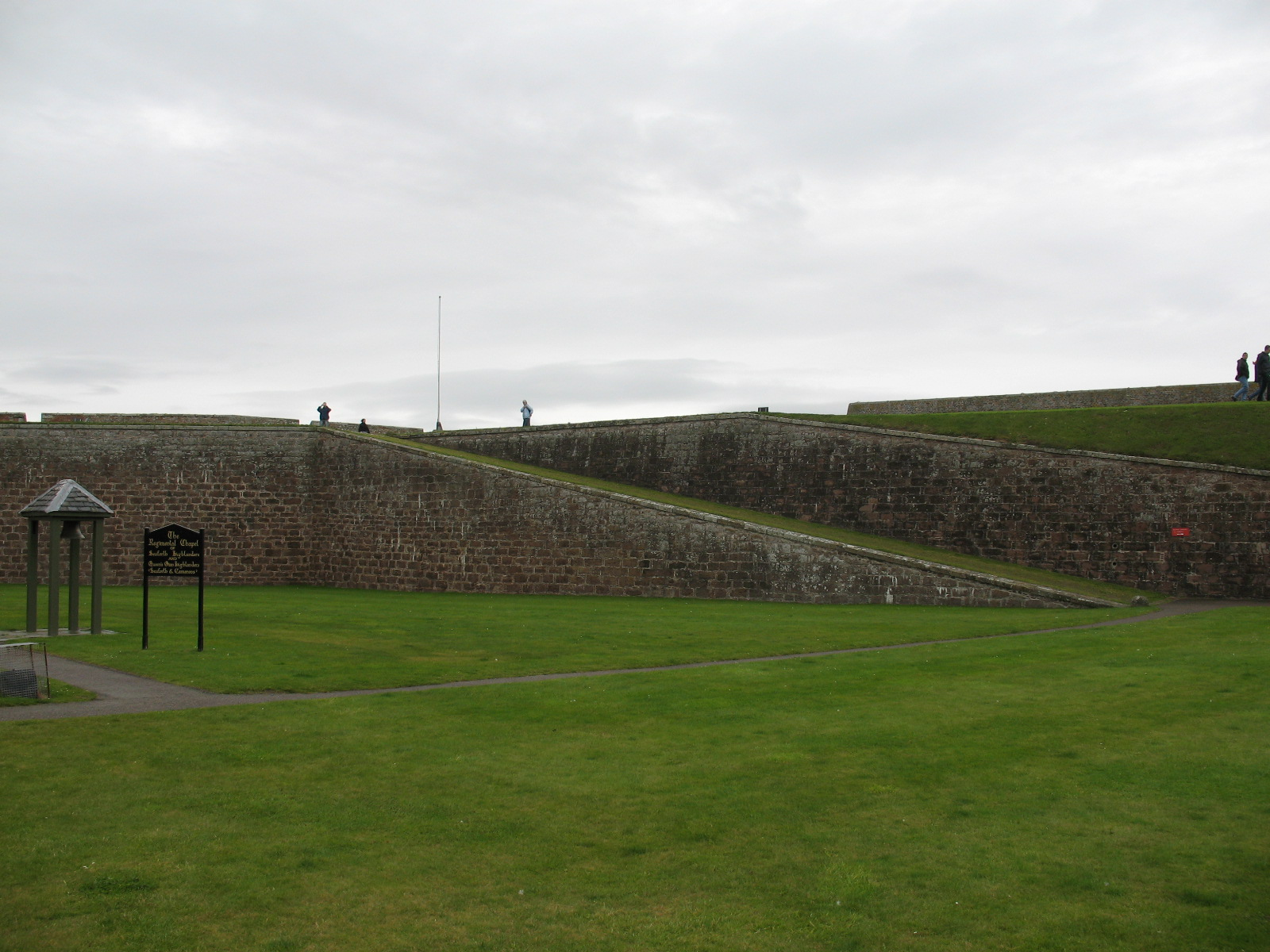
Rampe utilizzate per rapido accesso ai bastioni
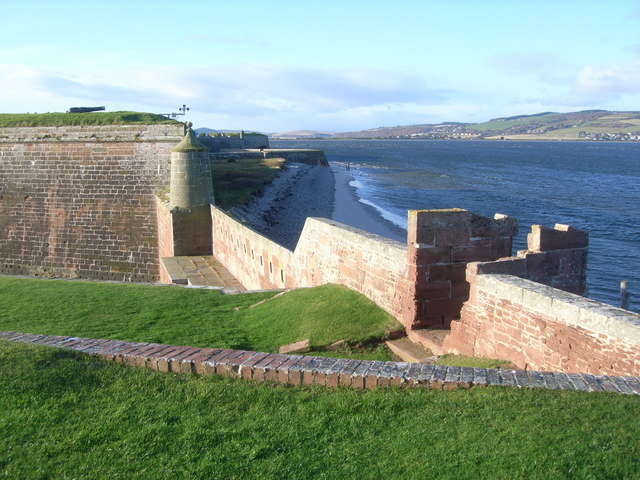
La costa lungo il forte
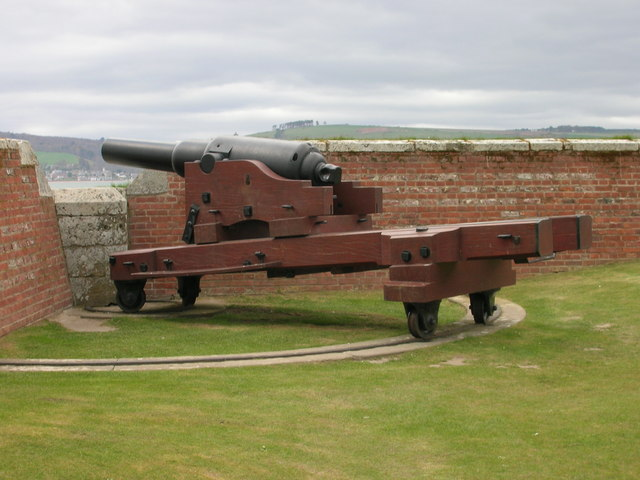
Posizionamento rotatorio di cannone